# Klaus Schichan
Klaus Schichan (* 27. Juni 1940 in Berlin; † November 2024 in Bad Segeberg) war ein deutscher Schauspieler und Stuntman.

## Leben und Wirken
Seine erste Rolle in einem Film hatte Schichan 1966 als Hauptdarsteller in Jimmy Orpheus, dem ersten Fernsehfilm des Regisseurs Roland Klick. An der Seite von Ortrud Beginnen spielte er einen Hafenarbeiter, der durch das nächtliche St. Pauli streift. Es folgten mehrere kleine Rollen und Stuntarbeiten in Filmen und Serien unter Regisseuren wie Jürgen Roland und Hark Bohm.
Von 1968 bis 1996 war Schichan in verschiedenen Rollen an Aufführungen auf der Freilichtbühne der Karl-May-Festspiele in Bad Segeberg beteiligt. In der Ära von Regisseur und Intendant Klaus-Hagen Latwesen in den 1980er Jahren zählte Schichan zum Stamm-Ensemble, häufig spielte er die Rollen von Indianerhäuptlingen, darunter 1986 die Titelrolle als „Halbblut“ Ik Senanda.
Schichan lebte in Bad Segeberg und befand sich im Ruhestand. Er starb im November 2024 nach langen gesundheitlichen Beschwerden. Klaus Schichan war verheiratet und hatte einen Sohn.

## Festspiele (Auswahl)
- 1968: In den Schluchten des Balkan als Aladschy Bybar
- 1975: in Old Surehand als Weiße Feder
- 1981: in Der Schatz im Silbersee als Rollender Donner
- 1982: in Winnetou - Der rote Gentleman als Pida
- 1983: in Old Surehand als Vupa-Umugi
- 1984: in Unter Geiern - Die Felsengeier als Martin Baumann
- 1985: in Der Ölprinz als Mokaschi
- 1986: in Halbblut als Ik Senanda
- 1996: in Winnetou und der Scout als Weißer Biber

## Filmografie (Auswahl)
- 1966: Jimmy Orpheus (Hauptrolle)
- 1971: Der Millionenraub (US-amerikanische Kriminalkomödie)
- 1971–1973: Graf Luckner (Fernsehserie)
- 1978: Unendlich tief unten (Fernsehfilm)
- 1979: Tatort: Freund Gregor
- 1980: Tatort: Streifschuß
- 1998: Stan Becker (Fernsehserie)